# آدریان فرناندز (بازیکن فوتبال، زاده ۱۹۸۰)
آدریان فرناندز (انگلیسی: Adrián Fernández؛ زادهٔ ۲۸ نوامبر ۱۹۸۰) بازیکن فوتبال اهل آرژانتین است.
از باشگاه‌هایی که در آن بازی کرده‌است می‌توان به باشگاه فوتبال هاپوئل پتخ تیکوا، باشگاه فوتبال الشباب امارات، باشگاه فوتبال ال پورونیر، باشگاه فوتبال کولو-کولو، باشگاه فوتبال الشعب امارات، و باشگاه فوتبال سنت گالن اشاره کرد.